# Infiniti Grand Prix of Miami 2001
Infiniti Grand Prix of Miami 2001 var ett race som var den andra deltävlingen i Indy Racing League 2001. Racet kördes den 8 april på Homestead-Miami Speedway. Sam Hornish Jr. tog sin andra raka seger, vilket gjorde att den unge talangen fortsatte att leda IRL redan under sin andra säsong. Sarah Fisher var nära att bli den första kvinnan att vinna en tävling på nivån, men hon kom åt begränsningsknappen av varvtalet på motorn i samband med sista omstarten, och Hornish tog sig förbi. Eliseo Salazar tog sin andra raka pallplacering med en tredjeplats.

## Slutresultat
| Plats | Förare                | Team                     | Grid |
| ----- | --------------------- | ------------------------ | ---- |
| 1     | Sam Hornish Jr.       | Panther Racing           | 5    |
| 2     | Sarah Fisher          | Walker Racing            | 7    |
| 3     | Eliseo Salazar        | A.J. Foyt Enterprises    | 6    |
| 4     | Felipe Giaffone       | Treadway-Hubbard Racing  | 4    |
| 5     | Jeff Ward             | Heritage Motorsports     | 1    |
| 6     | Al Unser Jr.          | Galles Racing            | 19   |
| 7     | Mark Dismore          | Kelley Racing            | 9    |
| 8     | Scott Sharp           | Kelley Racing            | 8    |
| 9     | Eddie Cheever         | Cheever Racing           | 16   |
| 10    | Didier André          | Galles Racing            | 26   |
| 11    | Casey Mears           | Galles Racing            | 24   |
| 12    | Robby McGehee         | Cahill Racing            | 22   |
| 13    | Billy Boat            | CURB/Agajanian Racing    | 12   |
| 14    | Jeret Schroeder       | PDM Racing               | 14   |
| 15    | Shigeaki Hattori      | Vertex-Cunningham Racing | 21   |
| 16    | Buzz Calkins          | Bradley Motorsports      | 15   |
| 17    | Brandon Erwin         | McCormack Motorsports    | 25   |
| 18    | John Hollansworth Jr. | Blueprint Racing         | 18   |
| 19    | Davey Hamilton        | Sam Schmidt Motorsports  | 13   |
| 20    | Buddy Lazier          | Hemelgarn Racing         | 3    |
| 21    | Greg Ray              | Team Menard              | 2    |
| 22    | Stéphan Grégoire      | Dick Simon Racing        | 11   |
| 23    | Airton Daré           | TeamXtreme               | 20   |
| 24    | Robbie Buhl           | Dreyer & Reinbold Racing | 23   |
| 25    | Jon Herb              | Tri-Star Motorsports     | 17   |
| 26    | Stan Wattles          | Hemelgarn Racing         | 10   |